# Бабаян, Самвел Андраникович
Самве́л Андрани́кович Бабая́н (арм. Սամվել Անդրանիկի Բաբայան, род. 5 марта 1965, Степанакерт, НКАО, Азербайджанская ССР) — военный, государственный и политический деятель Республики Армении и непризнанной НКР, генерал-лейтенант национальной армии Армении (с 1996), «Герой Арцаха» (1997, лишён звания). Лидер партии «Единая Родина» в НКР․

## Биография
- 1972—1982 — Армянская средняя школа № 7 им. Е. Чаренца (г. Степанакерт).
- 1983—1985 — служил в воинском контингенте СССР, расположенном на территории ГДР.
- С 1988 — присоединился к движению Миацум (с арм. — «Воссоединение»), выступавшему за объединение НКАО с Арменией.
- 1989—1991 — был одним из подпольных командиров вооружённого сопротивления, командовал 2-й добровольной ротой Степанакерта, был членом центрального подпольного штаба, заместителем командира отрядов самообороны непризнанной НКР.
- Июнь 1991 — в период проведения операции «Кольцо» был арестован по приказу командования ВВ СССР под предлогом нарушения паспортного режима и свыше 6 месяцев содержался в тюрьме города Баку.
- 1992—1993 — осуществлял координацию боевых действий оборонительных районов НКР, участвовал в разработке плана операции по взятию Шуши.
- 1992—1994 — участвовал в переговорах о прекращении боевых действий на фронте.
- 1992—1999 — участвовал в международных переговорах по урегулированию карабахского конфликта.
- С марта по август 1992 — член комитета самообороны при совете министров НКР, заместитель командующего силами самообороны НКР.
- С августа 1992 по апрель 1993 — первый заместитель председателя комитета самообороны НКР.
- С апреля 1993 по ноябрь 1993 — исполняющий обязанности председателя комитета самообороны НКР.
- С ноября 1993 по декабрь 1999 — командующий армией обороны НКР. Подписал от имени НКР соглашение Армении и НКР с Азербайджаном о прекращении огня.
- 1995—1999 — первый министр обороны НКР. Подполковник (1992), полковник (1993), генерал-майор (1994), награждён орденом «Золотой орёл» НКР.
- 1992—1994 — член государственного комитета обороны НКР.
- 1992—1995 — депутат Верховного совета НКР первого созыва.
- 1995—1999 — член правительства и совета безопасности при президенте НКР.
- 2001 — за покушение на президента НКР Аркадия Гукасяна был приговорён к 14 годам лишения свободы и лишён звания Герой Арцаха[1], однако спустя 4,5 года был помилован.
- 2004—2005 — основал информационно-аналитическую общественную организацию «Хачмерук» (г. Ереван).
- Ноябрь 2005 — учредил партию «Дашинк».
- 2017 — за незаконное приобретение зенитно-ракетной системы «Игла» и отмывание денег был приговорён к 6 годам заключения[2]. Был освобождён из-под стражи 15 июня 2018 года[3].
- Май — ноябрь 2020 — секретарь Совета Безопасности НКР. Будучи не согласным с решением о заключении перемирия во Второй Карабахской войне покинул пост[4].
- 2021 — участвовал в досрочных парламентских выборах в Армении 20 июня 2021 года с партией «Азатакан», которая получила 18 849 голосов.